# Davidsoniaceae
Davidsoniaceae é uma família de plantas dicotiledóneas. Segundo Watson & Dallwitz ela comprrende um só género:
- Davidsonia

São pequenas árvores da Austrália tropical.
No sistema APG II esta família não existe: o género é colocado na famíla Cunoniaceae.